# Sambuceto (Bomba)
Sambuceto è una frazione di Bomba in provincia di Chieti.
Sambuceto dista 1,77 chilometri da Bomba Vallecupa. La frazione è sita a 601 m s.l.m. ed ha 90 abitanti.

## Monumenti e luoghi d'interesse
- Chiesa di Maria Santissima del Sambuco
- Fontana di Sambuceto. La fontana è sita presso l'ingresso nel centro più antico, ma isolata dall'abitato. È stata costruita nel XIX secolo come abbeveratoio e lavatoio. Negli anni venti del novecento venne aggiunta una statua dello scultore Nicola Di Renzo che raffigura un contadino con una falce seduto su un cumulo di grano. In epoca fascista la statua venne distrutta per una presunta somiglianza con l'immagine di Lenin. La fontana è suddivisa in tre parti principali. Al centro si trova una grande vasca con tre cannelle. A sinistra si trova un'altra vasca, che viene utilizzata come abbeveratoio, con due sole cannelle. A destra si trova una specie di portico che poggia su tre piccole colonne quadrate che copre una terza vasca che raccoglie l'acqua che cade dalle altre due. La vasca di destra è più lunga delle altre ed ha uno scivolo che viene utilizzato come lavatoio. La fontana è costruita con conci di calcare squadrati non del tutto levigati.[2]